# Louis Jauffret
Pour les articles homonymes, voir Jauffret.
Louis Jauffret, né le 21 février 1943 à Montgenèvre, département des Hautes-Alpes, est un skieur alpin français. Il est marié à la skieuse Christine Terraillon. Il met un terme prématuré à sa carrière en raison d'un différend avec son équipementier.
Il fait partie de la très grande génération de skieurs français des années 1960.

## Décoration
- Médaille d'honneur de la jeunesse et des sports, à titre exceptionnel (1966)[2]

## Palmarès

### Championnats du monde
| Épreuve / Édition      | Descente | Slalom géant | Slalom | Combiné |
| Mondiaux 1966 Portillo | —        | —            | Bronze | —       |

### Coupe du monde
Louis Jauffret se classe dixième du classement général de la Coupe du monde en 1967 et quatrième du classement de la coupe du monde de slalom. Il est monté à deux reprises sur le podium mais ne compte aucune victoire.

#### Différents classements en Coupe du monde
| Saison / Épreuve | Saison / Épreuve | Général | Général | Slalom | Slalom |
| ---------------- | ---------------- | ------- | ------- | ------ | ------ |
| Saison / Épreuve | Saison / Épreuve | Class.  | Points  | Class. | Points |
| 1967             | 1967             | 10e     | 46      | 4e     | 46     |

### Arlberg-Kandahar
- Meilleur résultat :

2e place le 5 février 1967 à Madonna di Campiglio.